# نظارة
النظّارة، هي جهاز للرؤية، تتكون من عدسات زجاجية أو بلاستيكية صلبة مثبتة في إطار يحملها أمام أعين الشخص، وعادةً ما تستخدم جسرًا فوق الأنف والذراعين المفصليين التي توضع فوق الأذنين. تُستخدم النظارات عادةً لتصحيح الرؤية، مثل نظارات القراءة والنظارات المستخدمة لقصر النظر، وأحياناً تُستخدم بدون عدسات متخصصة من أجل أغراض تجميلية.
توفر نظارات السلامة حماية للعين من الشظايا المتطايرة لعمال البناء أو فنيي المختبرات؛ قد تحتوي هذه النظارات على حماية لجوانب العين وكذلك في العدسات. تُستخدم بعض أنواع نظارات الأمان للحماية من الضوء أو الإشعاع المرئي وشبه المرئي. يتم ارتداء النظارات لحماية العين في بعض الرياضات، مثل الاسكواش.

قد يستخدم مرتدي النظارات رباطاً لمنع النظارات من السقوط أثناء الحركة أو الرياضة. يمكن لمن يرتدون النظارات التي يتم استخدامها لجزء من الوقت فقط ربط النظارات بسلك يلتف حول عنقهم، لمنع فقدان النظارات وانكسارها.

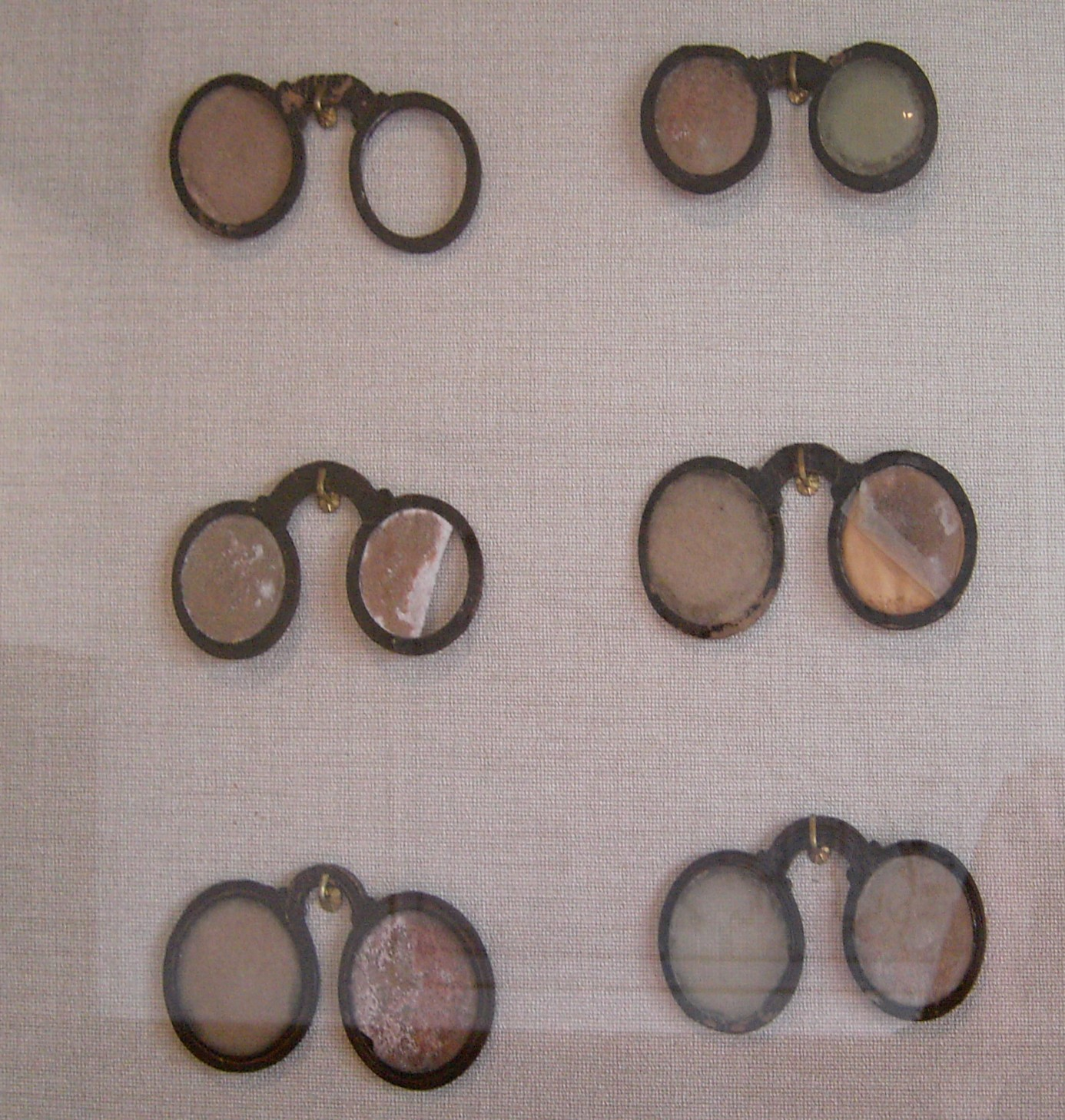
نظارات من القرن السادس عشر.

تسمح النظارات الشمسية برؤية أفضل في ضوء النهار الساطع، وقد تحمي عين المرء من التلف الناتج عن المستويات المفرطة من الأشعة فوق البنفسجية. عدسات النظارات الشمسية النموذجية ملونة للحماية من الضوء الساطع أو مستقطبة لإزالة الانبهار؛ تكون النظارات ذات العدسات المتلونة بالضوء شفافة أو مظللة قليلاً في الظروف المظلمة أو في الأماكن الداخلية، ولكنها تتحول إلى نظارات شمسية عندما تتعرض للضوء فوق البنفسجي. معظم النظارات الشمسية التي لا تحتاج إلى وصفة طبية لا تمتلك قوة تصحيحية في العدسات؛ ومع ذلك، يمكن صنع النظارات الشمسية الخاصة بوصفة طبية. الأشخاص الذين يعانون من حالات رهاب الضوء كأحد الأعراض الأولية لاضطراب آخر (مثل بعض اضطرابات الصداع النصفي أو متلازمة إرلن) غالبًا ما يرتدون النظارات الشمسية أو نظارات ملونة، حتى في الأماكن المغلقة وفي الليل.
يمكن استخدام النظارات المتخصصة لعرض معلومات بصرية محددة، على سبيل المثال النظارات ثلاثية الأبعاد للأفلام ثلاثية الأبعاد. في بعض الأحيان يتم ارتداء النظارات للأزياء أو من أجل الأغراض الجمالية فقط. حتى مع استخدام النظارات لتصحيح الرؤية، تتوفر مجموعة كبيرة من الموضات، باستخدام البلاستيك والمعدن والأسلاك ومواد أخرى للإطارات.

من المرجح أن يحتاج الناس إلى النظارات كلما تقدموا في السن؛ 93٪ من الناس الذين تتراوح أعمارهم بين 65 و 75 يرتدون العدسات التصحيحية.

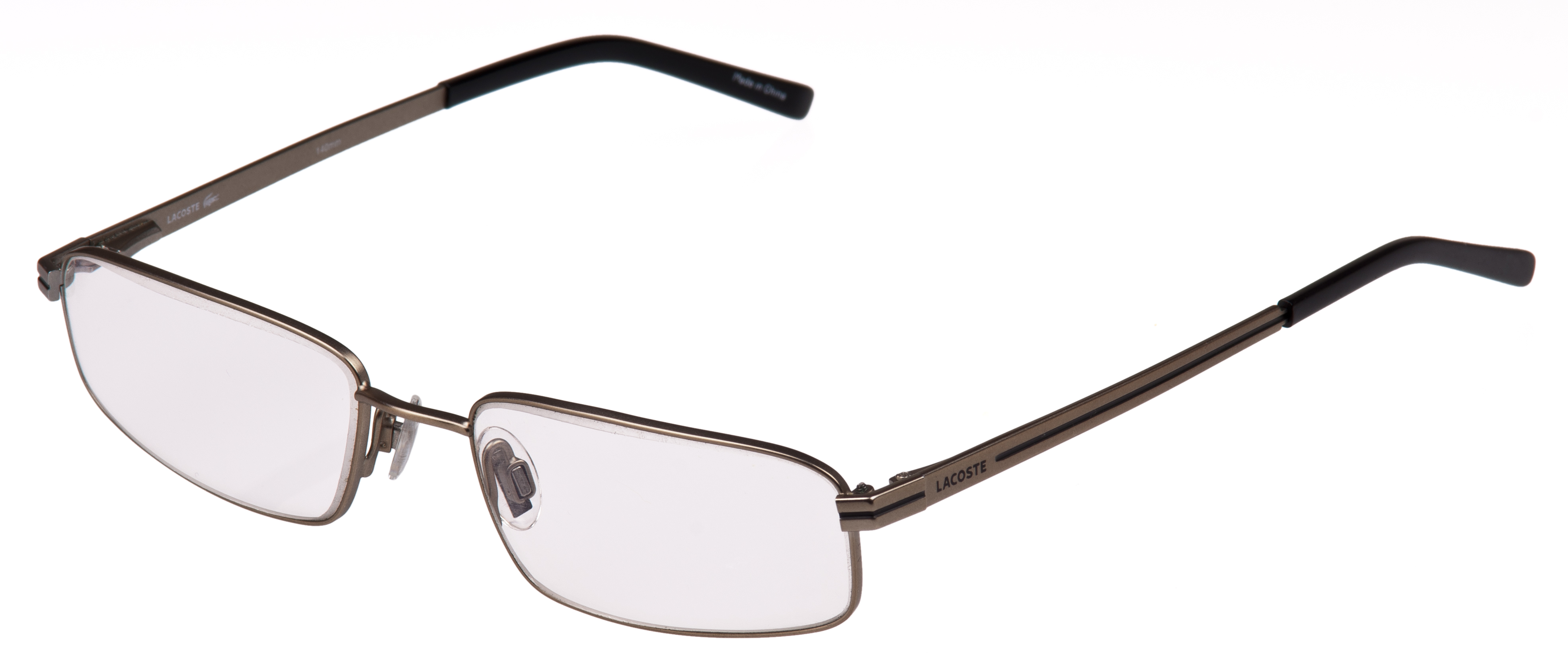
نظارة طبية حديثة.

## أنواعها
هناك أنواع مختلفة من النظارات لكل منها استخدام خاص على حسب حالة وحاجة المستخدم.

### النظارة الطبية

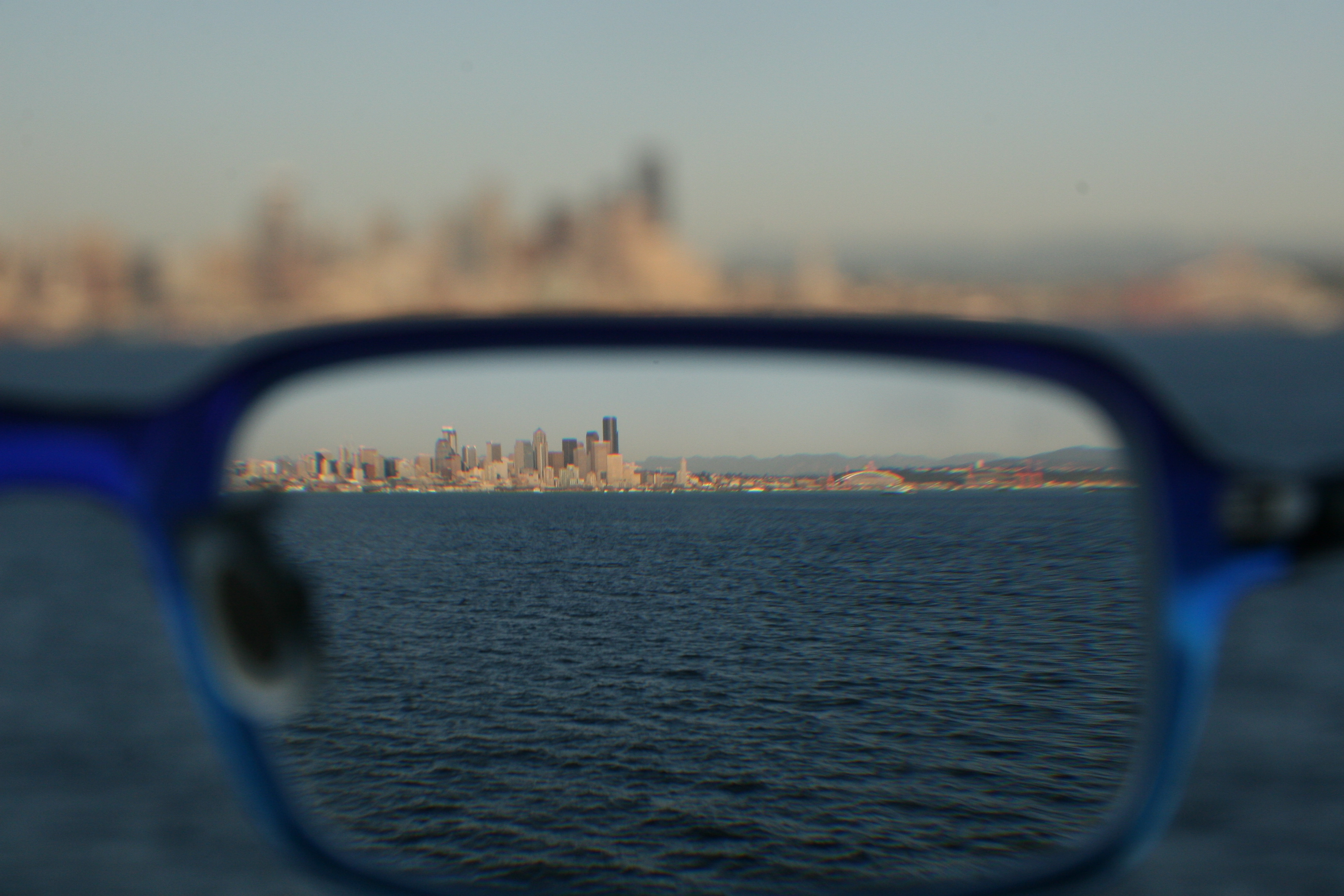
أفق سياتل كما يُرى من خلال عدسة تصحيحية، والتي تُظهر تأثير الانكسار

تستخدم لتصحيح انكسار الضوء الذي يدخل إلى العينين وذلك لمعالجة قصر النظر أو طوله أو الأستجماتيزم. تتغير قدرة عين الفرد مع مرور الوقت على استيعاب اختلاف التركيز على الأشياء القريبة والبعيدة. من الحالات الشائعة لدى الأشخاص الذين تزيد أعمارهم عن أربعين عامًا قصر النظر الشيخوخي، والذي ينتج عن فقدان عدسة العين البلورية لمرونتها، مما يقلل تدريجيًا من قدرة العدسة على التكيف (أي التركيز على الأشياء القريبة من العين). قليل من الناس لديهم عينان تظهران خصائص انكسار متساوية تمامًا؛ قد تحتاج إحدى العينين إلى عدسة «أقوى» (أي أكثر انكسارًا) من الأخرى.
تعيد العدسات التصحيحية الصورة إلى التركيز البؤري على شبكية العين. تم تصنيع هذه العدسات لتتوافق مع وصفة طبيب العيون أو أخصائي البصريات. يمكن استخدام مقياس العدسة للتحقق من مواصفات زوج من النظارات الموجودة. يمكن للنظارات التصحيحية أن تحسن بشكل كبير نوعية حياة مرتديها. فهي لا تعزز التجربة البصرية لمن يرتديها فحسب، بل يمكنها أيضًا تقليل المشكلات التي تنتج عن إجهاد العين مثل الصداع.
النوع الأكثر شيوعًا من العدسات التصحيحية هو «الرؤية الواحدة»، والتي لها معامل انكسار موحد. بالنسبة للأشخاص الذين يعانون من طول النظر الشيخوخي وقصر النظر، توفر النظارات ثنائية البؤرة وثلاثية البؤرة معاملين أو ثلاثة معاملات انكسار مختلفة، على التوالي، والعدسات المتدرجة لها تدرج مستمر في معامل الانكسار.
توفر نظارات القراءة مجموعة منفصلة من النظارات للتركيز على الأشياء القريبة. تتوفر نظارات القراءة بدون وصفة طبية من الصيدليات، وتقدم حلاً عمليًا رخيصًا، على الرغم من أن هذه النظارات بها زوج من العدسات البسيطة ذات القوة المتساوية، وبالتالي لن تصحح مشاكل الانكسار مثل اللابؤرية أو الاختلافات الانكسارية أو المنشورية بين العين اليسرى والعين اليمنى. من أجل التصحيح الكامل لبصر الفرد، يلزم وجود نظارات متوافقة مع وصفة طبية حديثة للعين.
الأشخاص الذين يحتاجون إلى نظارات لتصحيح الرؤية غالبًا ما يكون لديهم قيود على رخص القيادة الخاصة بهم والتي تتطلب منهم ارتداء نظاراتهم في كل مرة يقودون فيها السيارة، وإلا سيتعرضون للغرامة أو السجن.
يمكن استخدام النظارات ذات التركيز البؤري القابل للتعديل لتحل محل النظارات ثنائية البؤرة أو ثلاثية البؤرة، أو قد تُستخدم لإنتاج نظارات برؤية موحدة بشكل أرخص (حيث لا يلزم تصنيعها حسب ظروف كل شخص).
النظارات ذات الثقب هي نوع من النظارات التصحيحية التي لا تستخدم عدسات. النظارات المثقوبة لا تكسر الضوء أو تغير البعد البؤري. بدلاً من ذلك، تقوم بإنشاء نظام ذو حيود محدود، والذي يحتوي على عمق مجال متزايد، على غرار استخدام فتحة العدسة في التصوير الفوتوغرافي. هذا النوع من التصحيح له العديد من القيود التي تمنعه من اكتساب شعبية في الاستخدام اليومي. يمكن صنع النظارات ذات الثقب بطريقة «اصنعها بنفسك» عن طريق عمل ثقوب صغيرة في قطعة من الورق المقوى يتم وضعها أمام العينين بحزام أو أذرع من الورق المقوى.

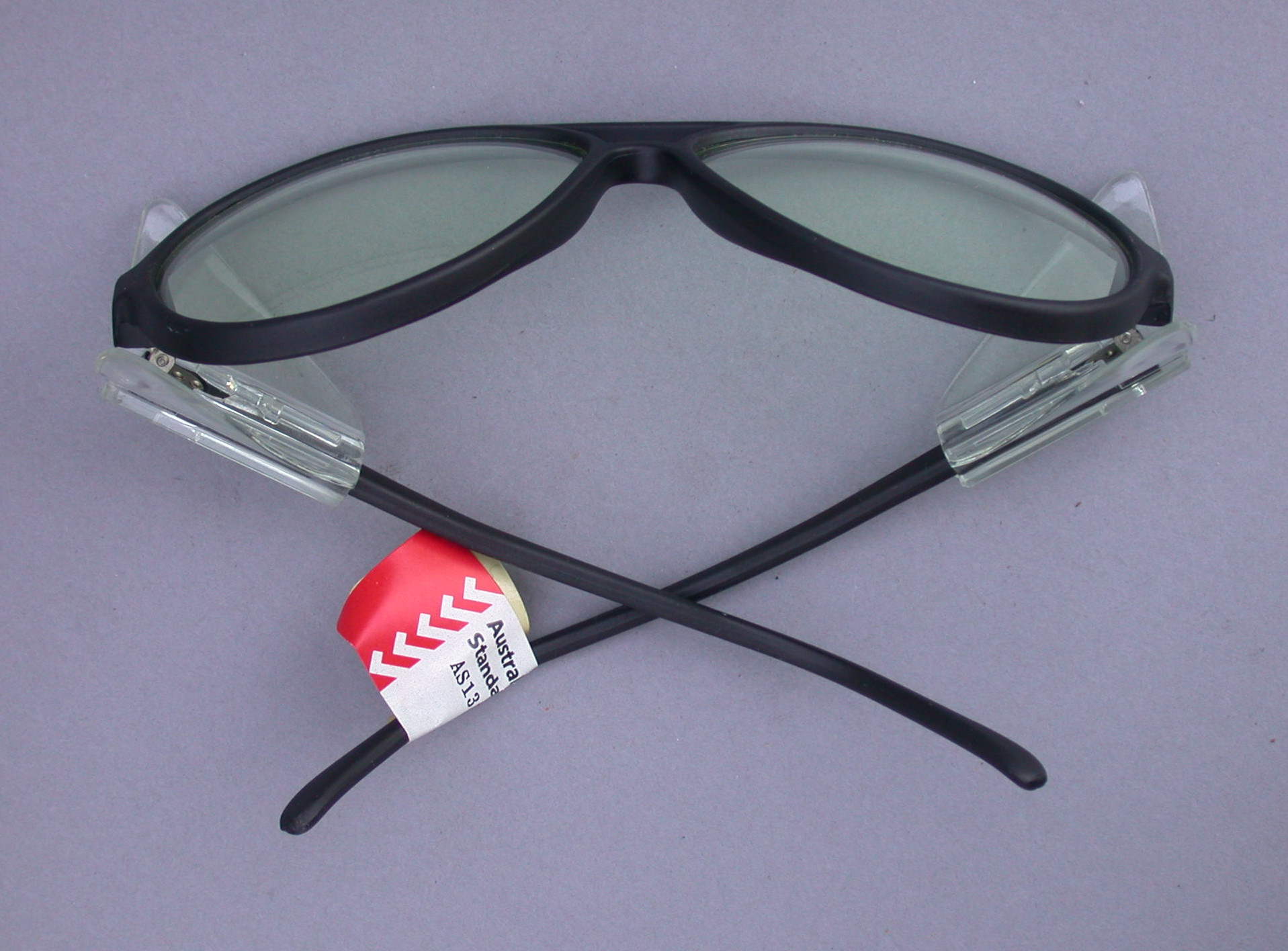
نظارة سلامة مع دروع وقاية جانبية

### نظارات السلامة
يتم ارتداء نظارات السلامة لحماية العين في المواقف المختلفة. هذه النظارات تكون مصنوعة من عدسات بلاستيكية مقاومة للكسر لحماية العين من الشظايا المتطايرة أو أي مادة أخرى. غالبًا ما يُطلب من عمال البناء وعمال المصانع والميكانيكيين وفنيي المختبرات ارتداء نظارات السلامة لحماية العين من الحطام المتطاير أو البقع الخطرة مثل الدم أو المواد الكيميائية. اعتبارًا من عام 2017، يُطلب من أطباء الأسنان والجراحين في كندا ودول أخرى ارتداء نظارات السلامة للحماية من العدوى من دماء المرضى أو سوائل الجسم الأخرى. هناك أيضًا نظارات أمان للحام، وهي مصممة مثل النظارات الشمسية التي تلف حول منطقة العينين بكاملها، ولكن مع عدسات أغمق كثيرًا، لاستخدامها في اللحام في المواقف التي يكون استخدام خوذة اللحام الكاملة غير مريح أو غير مناسب. غالبًا ما يطلق عليها «نظارات الوميض» لأنها توفر الحماية من وميض اللحام. تُستخدم إطارات النايلون عادةً للنظارات الواقية للرياضة نظرًا لخفة وزنها وخصائصها المرنة. على عكس معظم النظارات العادية، غالبًا ما تشتمل نظارات السلامة على حماية بجانب العينين وكذلك أمام العينين.

### النظارة الشمسية

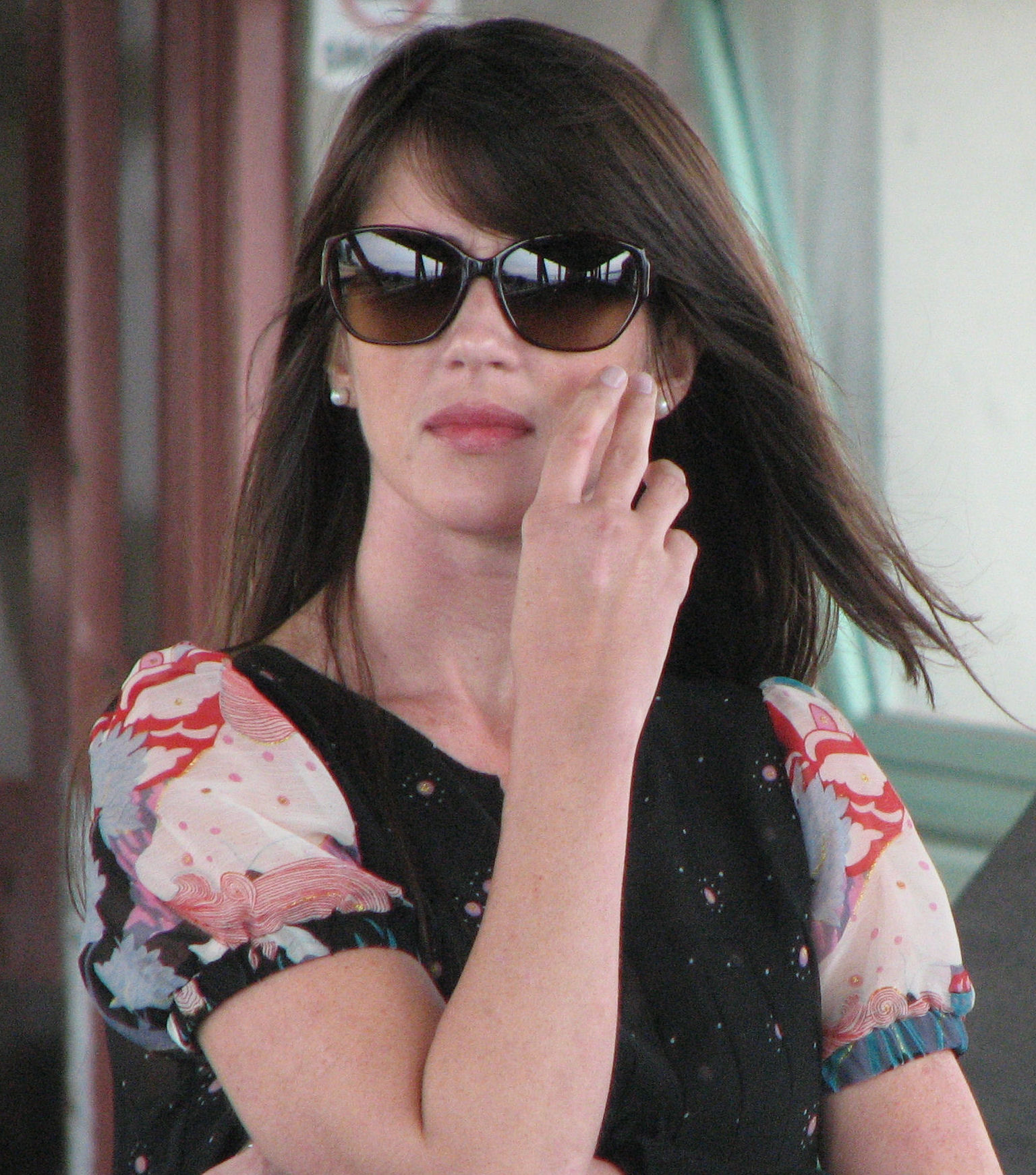
امرأة ترتدي نظارة شمسية

توفر النظارات الشمسية مزيدًا من الراحة والحماية من الضوء الساطع وغالبًا من الأشعة فوق البنفسجية. لحماية العين بشكل صحيح من مخاطر الأشعة فوق البنفسجية، يجب أن تحتوي النظارات الشمسية على مانع للأشعة فوق البنفسجية بدرجة UV400 لكي توفر تغطية جيدة ضد كل الطيف الضوئي الذي يشكل خطرًا. العدسات ذات العدسات المتلونة بالضوء، والتي بها خاصية الحساسية للضوء، تزداد قتامة عند تعرضها للأشعة فوق البنفسجية. يحجب اللون الداكن للعدسات الموجودة في زوج من النظارات الشمسية انتقال الضوء عبر العدسة.
يُعد استقطاب الضوء خاصية إضافية يمكن تطبيقها على عدسات النظارات الشمسية. يتم وضع مرشحات الاستقطاب لإزالة أشعة الضوء المستقطبة أفقيًا، مما يزيل الانبهار من الأسطح الأفقية (مما يسمح لمرتديها برؤية ما تحت الماء عندما يمنع الضوء المنعكس ذلك في الظروف العادية). قد تمثل النظارات الشمسية المستقطبة بعض الصعوبات للطيارين، حيث أنها تغير من الضوء المنعكس من سطح الماء والهياكل الأخرى والذي يُستخدم غالبًا لقياس الارتفاع. غالبًا ما تُصدر شاشات الكريستال السائل ضوءًا مستقطبًا مما يجعل من الصعب أحيانًا رؤيتها باستخدام النظارات الشمسية المستقطبة. يمكن ارتداء النظارات الشمسية لأغراض جمالية فقط، أو لمجرد إخفاء العينين. من الأمثلة على النظارات الشمسية التي كانت شائعة لهذه الأسباب النظارات التي تعكس الضوء كالمرآة. يرتدي العديد من المكفوفين نظارات شفافة بالكاد لإخفاء أعينهم لأسباب تجميلية. يرتدي العديد من الأشخاص الذين يعانون من حساسية تجاه الضوء نظارات شمسية أو نظارات ملونة أخرى لجعل الضوء أكثر احتمالًا.
قد تحتوي النظارات الشمسية أيضًا على عدسات تصحيحية تتطلب وصفة طبية. يمكن تثبيت النظارات الشمسية بمشابك على زوج آخر من النظارات. بعض النظارات الشمسية الملتفة حول العينين بالكامل كبيرة بما يكفي لارتدائها فوق زوج آخر من النظارات. خلافًا لذلك، يختار العديد من الأشخاص ارتداء العدسات اللاصقة لتصحيح رؤيتهم بحيث يمكنهم استخدام النظارات الشمسية التقليدية.

نظارات ذات إطار مزدوج مع زوج من العدسات على الإطار المتحرك وزوج آخر من العدسات على إطار ثابت.

### النظارات ذات الإطار المزدوج
تحتوي النظارات ذات الإطار المزدوج على إطار متحرك مع زوج واحد من العدسات، وإطار ثابت أساسي مع زوج آخر من العدسات (اختياري)، ويتم وصلهما معاً بواسطة وصلة رباعية القضبان. على سبيل المثال، يمكن رفع عدسات الشمس بسهولة لأعلى ولأسفل أثناء استخدامها مع عدسات قصر النظر التي تبقى فوق العينين دائمًا. يمكن أيضًا وضع عدسات قصر النظر الشيخوخي وإزالتها بسهولة من مجال الرؤية إذا لزم الأمر دون خلع النظارات.

### النظارات ثلاثية الأبعاد
يمكن إنشاء وهم ثلاثي الأبعاد على سطح ثنائي الأبعاد من خلال تزويد كل عين بمعلومات بصرية مختلفة. تخلق النظارات ثلاثية الأبعاد الوهم بالأبعاد الثلاثة عن طريق تصفية إشارة المعلومات التي تصل لكلتا العينين. يتم ترشيح الإشارة، والتي غالبًا ما تكون ضوء منعكس من شاشة إلكترونية، بحيث تتلقى كل عين صورة مختلفة قليلاً. تعمل المرشحات فقط مع نوع الإشارة التي تم تصميمها من أجلها.
تحتوي نظارات الرؤية المجسمة على مرشح ملون مختلف لكل عين، وعادة ما يكون أحمر وأزرق، أو أحمر وأخضر. من ناحية أخرى، يستخدم النظام المستقطب ثلاثي الأبعاد مرشحات مستقطبة. تسمح النظارات ثلاثية الأبعاد المستقطبة بالألوان ثلاثية الأبعاد، بينما تنتج العدسات ذات اللون الأحمر والأزرق صورة ذات ألوان مشوهة. يتم توزيع هذه النظارات على الجماهير في السينمات الت تعرض الأفلام ثلاثية الأبعاد. تُستخدم أيضاً هذه النظارات في العديد من المسارح المنزلية.

### النظارات المكبرة
يمكن أن توفر النظارات أيضًا تكبيرًا مفيدًا للأشخاص الذين يعانون من ضعف في الرؤية أو عند متطلبات مهنية محددة. من الأمثلة على ذلك النظارات ذات التلسكوب التي تحتوي على تلسكوبات صغيرة مثبتة على عدساتها العادية أو بداخلها أو خلفها. تستخدم التصميمات الأحدث تلسكوبات صغيرة وخفيفة الوزن يمكن دمجها في الزجاج التصحيحي وتحسين المظهر الجمالي (نظارات تلسكوبية مصغرة). قد تتخذ شكل نظارات عادية تشبه النظارات الواقية أو المناظير، أو قد يتم تثبيتها على النظارات الموجودة.

### نظارات الألعاب ذات العدسات الصفراء
النظارات ذات العدسات الصفراء هي نوع من النظارات ذات مسحة صفراء طفيفة. تقوم بإجراء تصحيح طفيف للون، بالإضافة إلى تقليل إجهاد العين بسبب قلة الرمش. يمكن اعتبارها أيضًا نظارات تصحيحية بسيطة غير موصوفة طبياً. اعتمادًا على الشركة المصنعة، يمكن لنظارات الألعاب هذه أيضًا تصفية الضوء الأزرق والبنفسجي عالي الطاقة من شاشات الكريستال السائل، والإضاءة الفلوروسنتية، ومصادر الإضاءة الأخرى. هذا يسمح بتقليل إجهاد العين. يمكن طلب هذه النظارات كعدسات تقليدية أو عدسات موصوفة تتناسب مع الإطارات البصرية التقليدية.

### نظارات حجب الضوء الأزرق
أصبحت النظارات التي تقوم بتصفية الضوء الأزرق من أجهزة الكمبيوتر والهواتف الذكية والأجهزة اللوحية شائعة بشكل متزايد استجابةً للمخاوف المتعلقة بالمشكلات الناجمة عن التعرض المفرط للضوء الأزرق. تتراوح المشاكل المزعومة من جفاف العين إلى إجهاد العين، واضطراب في دورة النوم، وحتى التنكس البقعي الذي يمكن أن يسبب العمى الجزئي. لكن الأبحاث تظهر عدم وجود إشعاع فوق بنفسجي يمكن قياسه من شاشات الكمبيوتر، وإنما استخدام الكمبيوتر لساعات طويلة هو ما قد يسبب إجهاد العين، وليس الضوء الأزرق. ستقل العديد من أعراض إجهاد العين الناتجة عن استخدام الكمبيوتر بعد التوقف عن استخدامه. تقليل وقت استخدام الشاشة في المساء وضبط الأجهزة للوضع الليلي سيؤدي إلى تحسين النوم. الضوء الأزرق الصادر من أجهزة الكمبيوتر لن يؤدي إلى أمراض العيون، بما في ذلك التنكس البقعي.
لا توصي الأكاديمية الأمريكية لطب العيون باستخدام نظارات خاصة لاستخدام الكمبيوتر، على الرغم من أنها توصي باستخدام نظارات طبية يتم عملها خصيصًا من أجل قرب مسافة شاشة الكمبيوتر (تختلف من فرد لآخر، ولكن من المحتمل أن تكون المسافة بين 50 إلى 66 سم من الوجه)، وهذه النظارات تختلف عن نظارات «حجب الضوء الأزرق». جميعة أخصائي البصريات في المملكة المتحدة تقول أن «أفضل دليل علمي متوفر حاليًا لا يدعم استخدام العدسات التي تحجب الضوء الأزرق لعامة الناس من أجل تحسين أداء النظر، أو التخفيف من أعراض إجهاد العين أو الإزعاج البصري، أو تحسين جودة النوم أو الحفاظ على صحة عضلة العين.» ومع ذلك، يجد بعض المستخدمين فوائد، ويعتقد بعض متخصصي العيون أن لديهم فوائد، على الأقل لتقليل إجهاد العين.

### نظارات مضادة للانبهار
يمكن للنظارات المضادة للانبهار، أن تقلل من انعكاس الضوء الذي يدخل العين. تم تصميم هذه النظارات لتصفية الضوء الأزرق أو حجبه وتقليل إجهاد العين الناتج عنه، والذي من المحتمل أن يأتي من شاشات ثنائي باعث للضوء الإلكترونية. يتم إعطاء العدسات طلاء مضاد للانبهار لمنع انعكاس الضوء تحت ظروف الإضاءة المختلفة. من خلال تقليل كمية للانبهار في العينين، يمكن تحسين الرؤية. يتم طلاء مضاد الانبهار أيضًا على الزجاج الخارجي، مما يسمح بتواصل بصري أفضل.

## اختراعها
كان أول من اخترع النظارة الطبية هو العالم المسلم الحسن بن الهيثم المعروف بابن الهيثم وكان يشتغل بتأليف الكتب العلمية، وعندما كبر ضعف بصره، فقام بإجراء تجارب عديدة على الزجاج ليصنع منه نظارة تعينه على القراءة، وتوصل إلى اختراع عدسة محدبة كان تظهر الكلام والأشكال بصورة كبيرة وواضحة، وأخذ ابن الهيثم يطور عدساته واضعاً في اعتباره تفاوت قوة البصر بين عين وأخرى وساعده على ذلك معرفته بتركيب العين ووظائف أعضائها، وكانت هذه النظارة عبارة عن قرص كبير من الزجاج المحدب يكبر الخط لكل عين، فهي تثبت أمام العين أثناء القراءة، وبذلك فإن ابن الهيثم هو أول من صنع النظارة الطبية، وكان رائداً لعلم البصريات. وقد صنعت أول نظارة طبية دقيقة في إيطاليا سنة 1286 ميلادي.

## اعتبارات جمالية
اكتسبت النواحي الجمالية أهمية كبيرة في صناعة النظارات، وتنافست عدة دول وشركات عالمية في إزهاء المنظر الكلي وإبراز الشكل الأنيق لاقتناء النظارات للمستخدم ومن ضمن الاعتبارات الرئيسية لتحويل المظهر الجمالي في المعامل الصناعية وتحسين المنتج:
- تقليل سمك العدسات إلى أقصى حد ممكن.
- صناعة نظارات مزدوجة النوع (طبية - شمسية)، وصناعة عدسات بدون إطار يحيط بها.
- تنويع اشكال الإطار الخارجي بأشكال هندسية متنوعة.
- وضع نمط أقطار الإطار بمقاييس محددة ومتعددة لقطرين الذراع الأيمن والإيسر وللقطر الموصل بين العدستين.
- تطعيم بعض النظارات النسائية بأحجار كريمة وألوان مختلفة.
- تخفيف وزن النظارة إلى أقصى حد ممكن.